# نادي ستراسبورغ
نادي ستراسبورغ (بالفرنسية: Racing Club de Strasbourg أو RC Strasbourg أو Racing)‏ ويسمى أيضا (بالفرنسية: Racing Club de Strasbourg Alsace)‏ يختصر ويلقب بالراسينغ الذي يعني السباق، هو ناد لكرة القدم الفرنسية تأسس في عام 1906 تحت اسم نادي نيودورف، سمي فيما بعد باسم منطقة ستراسبورغ. لعب أول مسابقاته الرسمية في 1909 في الاتحاد الألماني، قبل أن يأخذ اسم نادي سباق ستراسبورغ والانضمام إلى المسابقات الفرنسية في عام 1919. انتقل النادي في عام 1914 إلى حديقة هيمرلي، التي بني عليها الملعب الحالي دو لامينو في عام 1921.
حقق النادي المركز الاحترافي في عام 1933 وأصبح واحدا من أفضل الأندية الفرنسية. بعد نهائيين خسر فيهما عامي 1937 و1947، فاز نادي ستراسبورغ لأول مرة بكأس فرنسا في عام 1951. في عقد 1960، لعب أول مسابقاته القارية، حيث ألغى على وجه الخصوص ميلان وبرشلونة. ثم فاز بكأس فرنسا للمرة الثانية في عام 1966 قبل الحصول على لقب بطل فرنسا في عام 1979. منذ منتصف عقد 1990، انتهى من قائمة التتويج بكأس إنترتوتو (1995)، وفاز مرتين بكأس الرابطة الفرنسية (1997 و2005) وكأس فرنسا الثالث (2001).
ومع ذلك، فإن النتائج الجيدة لستراسبورغ، النادي الذي يتميز بهوية إقليمية قوية، تتخللها الهزائم في القسم الثاني والتغييرات المتكررة في إدارة النادي، مما يمنعه من التسجيل بانتظام على المدى الطويل. النتائج الرياضية غير كافية تؤدي بنادي ستراسبورغ في عام 2010 لأول مرة إلى البطولة الوطنية، المستوى الثالث. وبعد عام واحد، تتسبب المشاكل المالية في خفض المسؤوليات الإدارية مع فقدان المركز الاحترافي وتصفية الشركة. بعد خمس سنوات في الدوريات الهواة، يعود نادي ستراسبورغ إلى العالم الاحترافي في عام 2016  والدوري الفرنسي الدرجة الأولى في عام 2017.